# Milícias Nacionais Revolucionárias
As Milícias Nacionais Revolucionárias (em castelhano:  Milicias Nacionales Revolucionarias, MNR) foram uma organização paramilitar criada em 26 de outubro de 1959, em Cuba, com o objetivo de garantir o controle da população e defender a ilha da ameaça de invasão, nomeadamente provenientes dos Estados Unidos, para a proteção de pontos críticos em território cubano e para neutralizar grupos dissidentes internos.

## História
As Milícias Nacionais Revolucionárias (MNR) foram constituídas por Fidel Castro em 26 de outubro de 1959, com o objetivo de ser um braço armado civil que defenderia o novo sistema e o processo de mudanças, bem como a proteção do país em caso de uma invasão estrangeira. O antecedente imediato deste corpo foram Los Malagones, uma milícia que protegia os trabalhadores no Vale de Santo Tomás, onde se encontrava em função a cooperativa Moncada. Estes combateram e capturaram o grupo rebelde do Cabo Luis Lara Crespo.
As MNR eram subordinadas ao MINFAR para atuar em defesa do país, organizando num princípio por sectores sociais: milícias operárias, camponesas, e estudantis. Estes destacamentos recebiam cursos de infantaria e de armamento, além de vigiar os centros de trabalho e objetivos priorizados. Para março de 1960, a menos de cinco meses de criadas as MNR, aproximadamente meio milhão de homens e mulheres estavam organizados em suas fileiras.

### Invasão da Praia Girón
Durante inícios dos anos 1960, as tensões entre os Estados Unidos e Cuba aumentaram, chegando a seu clímax durante a invasão de Baía dos Porcos. As MNR atuaram de maneira ativa durante o desembarque, resistindo ao assalto e sofrendo pesadas baixas. Depois, a ofensiva ininterrupta ocorreu ao longo de todas as vias de acesso à cabeça de praia ocupada pelos invasores. Os membros das MNR constituíram a maioria das tropas de infantaria e a totalidade das dotações das baterias de artilharia terrestre e antiaérea que participaram na batalha. Junto às colunas especiais de combate, as dotações de tanques e o batalhão da Polícia Nacional Revolucionária (PNR), cujos combatentes eram provenientes do Exército, sofrendo a maioria das baixas (cerca de 2,000 milicianos mortos e feridos).

### Outras ações

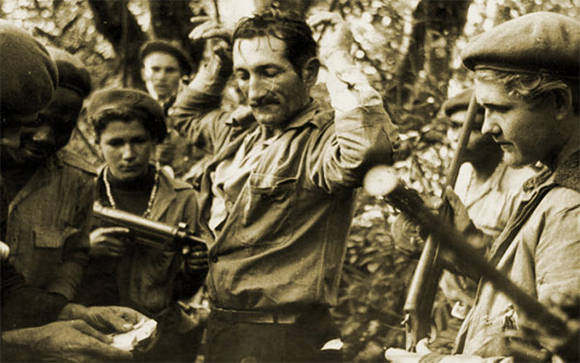
Milicianos fidelistas com um rebelde capturado durante a Rebelião do Escambray.

Sua próxima grande ação foi o combate à Rebelião do Escambray.
Em 10 de setembro de 1961, durante a procissão da Madrinha de Cuba, a Santíssima Virgem da Caridade do Cobre, milicianos atacaram os manifestantes com paus e tiros, resultando na morte do jovem católico Arnaldo Socorro. Nesse mesmo ano as milícias dispararam contra a embaixada do Uruguai, ferindo um asilado político.